# Schisandraceae
A Schisandraceae a zárvatermők ősi jellegű Austrobaileyales rendjének egyik családja. Az elmúlt néhány évtized legtöbb taxonómusa elismeri a családot; korábban az ide tartozó növényeket a Magnoliaceae családba sorolták. Fás szárú, illóolajakat tartalmazó növények vannak a családban.
A 2003-as APG II-rendszer a család kétféle leírását engedi meg. A Schisandraceae sensu stricto a Schisandra és Kadsura nemzetségek néhány tucat faját tartalmazza, amelyek Kelet- és Délkelet-Ázsia trópusi és mérsékelt éghajlatú részein, valamint a Karib-térségben fordulnak elő. A Schisandraceae sensu lato leírásban a családba van olvasztva az arról Illiciaceae néven opcionálisan leválasztható (az APG I-rendszerben még eleve különálló) Illicium nemzetség (42 faj, elterjedési terület Kelet- és Délkelet-Ázsia trópusi és szubtrópusi részei, Észak-Amerika délkeleti része és Nyugat-India). Az APG III-rendszerben végül a sensu lato leírás mellett döntöttek, azaz mindhárom nemzetség a család része.
Az 1981-es Cronquist-rendszer a három nemzetséget két családba sorolta, amiket együtt ide sorolt:
Illiciales rend,
Magnoliidae alosztály,
Magnoliopsida osztály [=kétszikűek], 
Magnoliophyta törzs [=zárvatermők].

## Fordítás
- Ez a szócikk részben vagy egészben a Schisandraceae című angol Wikipédia-szócikk ezen változatának fordításán alapul.  Az eredeti cikk szerkesztőit annak laptörténete sorolja fel. Ez a jelzés csupán a megfogalmazás eredetét és a szerzői jogokat jelzi, nem szolgál a cikkben szereplő információk forrásmegjelöléseként.